# Wallan

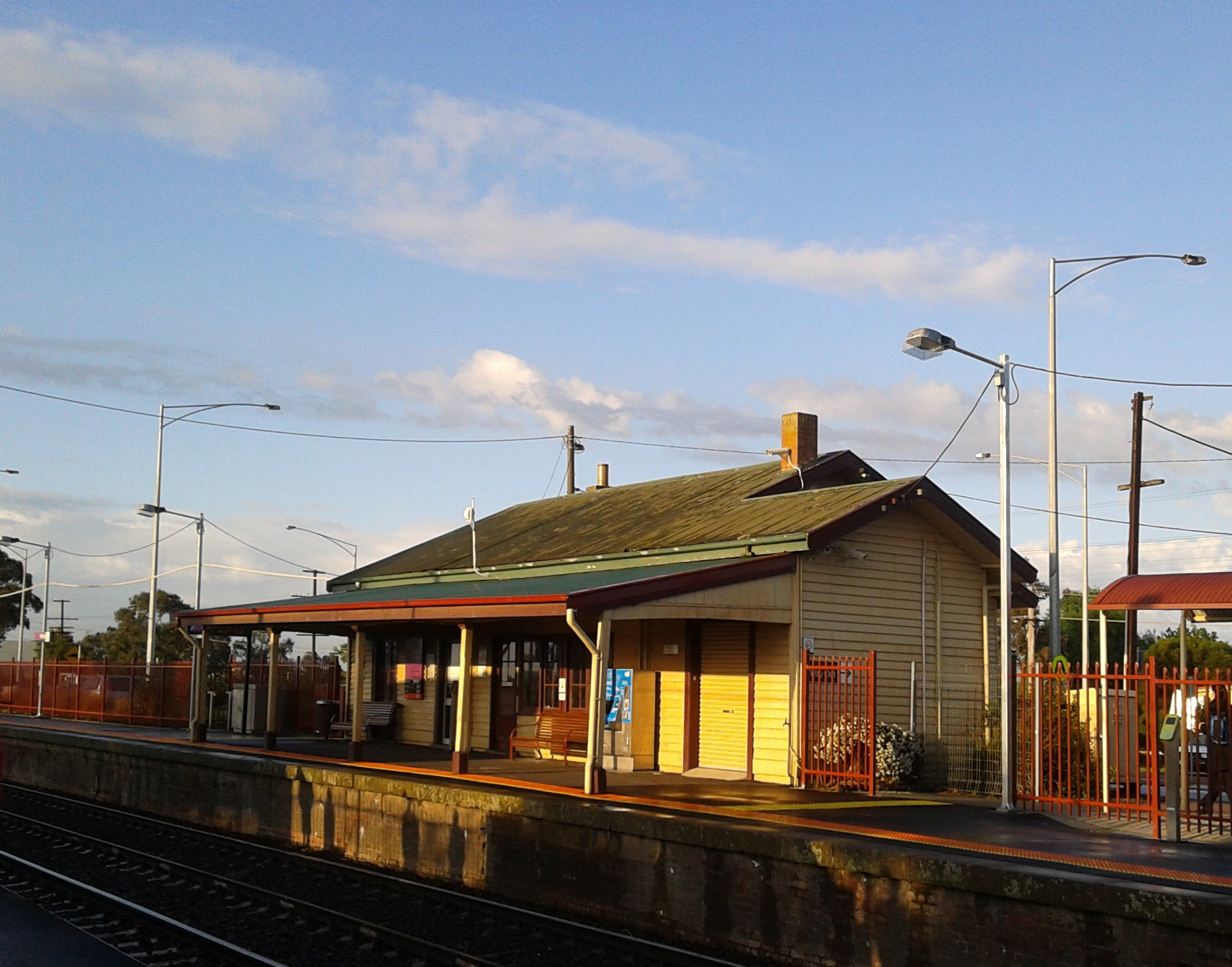
Gare de Wallan.

Wallan est une ville de Victoria, en Australie, située à 50 km de Melbourne. La ville se trouve à l'extrémité sud du comté de Mitchell qui s'étend au nord de Melbourne dans une région agricole du centre-nord du Victoria. La ville longe la Northern Highway. Au recensement de 2011, la ville comptait 7 811 habitants.